# Kozołęka
Kozołęka – nieoficjalna część osady Janowiczki w Polsce położona w województwie pomorskim, w powiecie lęborskim, w gminie Nowa Wieś Lęborska.
Miejscowość leży w pradolinie rzeki Łeby.
W latach 1975–1998 miejscowość administracyjnie należała do województwa słupskiego.